# Sembradoras de vida
Sembradoras de vida  es una película  peruana independiente del 2019. Es la segunda película documental de Álvaro Sarmiento Pagán y Diego Sarmiento Pagán.
Relata la historia de cinco mujeres del Cuzco y Puno, en los andes peruanos, y su lucha por conservar sus saberes ancestrales en la  forma de cultivar y preservar los cultivos andinos frente al cambio climático.

## Sinopsis
Sembradoras de vida (Mothers of the land) acompaña a cinco mujeres de los Andes peruanos en su lucha diaria por mantener una forma tradicional y orgánica de trabajar la tierra.
En la cosmovisión andina, las mujeres y la tierra están fuertemente interrelacionadas. Tanto el cuerpo de la mujer como la tierra son capaces de dar vida. En la película se sostiene que en un contexto actual de industrialización de la agricultura, el uso de pesticidas químicos y semillas genéticamente modificadas, son las mujeres quienes asumen el papel de protectoras de la tierra.

## Reparto
Las personas que participaron en el documental son:
- Sonia Mamani
- Eliana García
- Braulia Puma
- Brizaida Sicus
- Justa Quispe

## Producción
La película documental fue realizada en su totalidad por los directores Álvaro y Diego Sarmiento Pagán, quienes conocieron a las cinco protagonistas en lugares y momentos diferentes. El rodaje tuvo lugar entre Cuzco y Puno.
Sobre las mujeres que integran el reparto, Diego Sarmiento ha expresado que «cada una ha tenido diferentes experiencias, viajes, trabajos, etc. Lo que podría unirlas es su respeto, cuidado y cariño que tienen en el trabajo a la tierra. Siendo conscientes de trabajarla de manera orgánica, libre de pesticidas, con ritualidad y respeto».
El estreno mundial tuvo lugar el 14 de febrero en el 69a Festival de Cine de Berlín de 2019. Su estreno en Latinoamérica se dio en el Festival Internacional de Cartagena de Indias y en el Perú en el 5° Festival de Cine AQP en el 2020.

## Opinión de los directores
Sembradoras de vida tiene lugar en el contexto del cambio climático que afecta a todo el mundo, y en el Perú se encuentra entre los tres países más afectados del mundo. Las agricultoras de los Andes luchan por adaptarse a los cambios extremos del clima y los estragos que producen, haciendo  uso de técnicas agrícolas ancestrales  y modernas que les permiten maximizar la energía limpia. 
Nos dedicamos a producir documentales independientes  centrados en la defensa de los derechos humanos y la conservación del medio ambiente en los Andes y la Amazonía del Perú como objetivos de vida y compromiso con la sociedad, porque creemos que las películas tienen el poder de cambiar el mundo.
El documental esta dirigido a los pueblos originarios de Perú y América Latina. Hay una búsqueda de la trasmisión de la herencia indígena que es parte fundamental de nuestro legado cultural para el Perú. Además influyan en las comunidades agrícolas de los países en desarrollo que luchan contra la pobreza y los inspiren a hacer cambios trascendentes en sus vidas.

## Reconocimientos
| Año  | Premio / Festival                                                                       | Categoría        | Resultado                                           | Ref.  |
| ---- | --------------------------------------------------------------------------------------- | ---------------- | --------------------------------------------------- | ----- |
| 2020 | Premio Rigoberta Menchu en el 30° Festival de Cine Indígena de Montreal                 |                  | Mención especial                                    | [ 4 ] |
| 2019 | Premio Alanis Obomsawin Award, en el 20 imagineNATIVE Festival de Cine Indígena. Canadá | Mejor Documental | Ganadora                                            | [ 4 ] |
| 2020 | 30 Festival de Cine Indígena de Montreal. Canadá                                        |                  | Mención especial                                    | [ 4 ] |
| 2019 | 25 Dreamspeakers Festival de Cine Indígena                                              |                  | Mejor Documental                                    | [ 4 ] |
| 2019 | 17 Latinamerika i Fokus Festival de Cine Latinoamericano. Suecia.                       |                  | Mejor Película Premio del Público                   | [ 4 ] |
| 2020 | 10 Suncine - Festival de Cine de Medio Ambiente. México                                 |                  | Sol de Oro                                          | [ 4 ] |
| 2019 | 11 Tutti Nello Stesso Piatto Festival de Cine Gastronómico. Italia                      |                  | Mejor Película Cultura de Comida Premio del Público | [ 4 ] |
| 2020 | 6 Festival de Cine de las Alturas. Argentina                                            |                  | Mejor Documental Premio del Público                 | [ 4 ] |
| 2019 | 6 Documenta Caracas Festival de Cine Documental.Venezuela                               |                  | Mejor Documental Indígena                           | [ 4 ] |
| 2020 | 5 FINCA Festival de Cine Ambiental. Argentina                                           |                  | Mejor Largometraje Documental Latinoamericano       | [ 4 ] |
| 2020 | 5 FINCA Festival de Cine Ambiental. Argentina                                           |                  | 5 FINCA Festival de Cine Ambiental. Argentina       | [ 4 ] |
| 2020 | 5 Festival de Cine de Montaña de Ulju. Corea                                            |                  | 5 FINCA Festival de Cine Ambiental. Argentina       | [ 4 ] |
| 2020 | 5 Festival de Cine AQP. Perú,                                                           |                  | Mejor Película Documental                           | [ 4 ] |
| 2020 | 3 Sharjah Film Platform. Emiratos Árabes                                                |                  | Mejor Película Documental                           | [ 4 ] |
| 2019 | 3 AricaDoc Festival de Cine Documental. Chile                                           |                  | Mejor Documental                                    | [ 4 ] |
| 2021 | 2 Festival Latinoamericano de Lenguas Originarias. Perú                                 |                  | Mejor Película Premio del Público                   | [ 4 ] |
| 2021 | 2 Festival Latinoamericano de Lenguas Originarias. Perú                                 |                  | Mención Honrosa                                     | [ 4 ] |
| 2019 | 2 Jumara Festival de Cine Indígena. Panamá                                              |                  | Mejor Documental                                    | [ 4 ] |
| 2021 | 1 Festival Pampa DocFest. Argentina                                                     |                  | Mejor Documental Rural                              | [ 4 ] |